# Aaron Downes
Pour les articles homonymes, voir Downes.
Aaron Downes, né le 15 mai 1985 à Mudgee, est un footballeur australien. Il évolue au poste de défenseur central à Cheltenham Town.

## Biographie
Aaron Downes commence le football en Australie et rejoint l'Australian Institute of Sport en 2003. Il signe pour Chesterfield FC en août 2004. Il est appelé en équipe d'Australie des moins de 20 ans pour disputer la Coupe du monde de football des moins de 20 ans 2005.
À la suite de la relégation la fin de la saison 2006-2007 en Football League Two, il signe une prolongation avec le Chesterfield FC et en devient le capitaine à la suite du départ de Mark Allott. Avec l'« Olyroos », l'équipe d'Australie olympique, il dispute les qualifications pour les Jeux olympiques d'été de 2008.
En janvier 2012, il est prêté jusqu'en fin de saison à Bristol Rovers. Il rejoint ensuite Torquay United en juillet et y reste jusqu'en juillet 2015. Il évolue depuis lors à Cheltenham Town.

## Palmarès
Aaron Downes remporte avec Chesterfield FC le Championnat d'Angleterre de Division 4 en 2011 avec le Chesterfield FC.
Avec l'équipe d'Australie des moins de 20 ans, il gagne le Championnat d'Océanie des moins de 20 ans en 2005.
Avec Cheltenham Town, il remporte le Conference National en 2016.